# أندريا زانيك
أندريا زانيك مواليد 29 أكتوبر 1979، هي لاعبة كرة يد سلوفاكية تلعب كمحور. مثلت منتخب سلوفاكيا لكرة اليد للسيدات.

## سجل المنافسة
شاركت في البطولات التالية:
- بطولة أوروبا لكرة اليد للسيدات 2014